# Lucija Zaninović
Lucija Zaninović (ur. 26 czerwca 1987 w Splicie) – chorwacka zawodniczka taekwondo, brązowa medalistka olimpijska, trzykrotna mistrzyni Europy. Jej siostra bliźniaczka, Ana Zaninović, także uprawia taekwondo. 
Brązowa medalistka igrzysk olimpijskich w Londynie w 2012 roku w kategorii do 49 kg. Brązowa medalistka mistrzostw świata z 2013. Trzykrotna mistrzyni Europy (2010, 2012, 2014).